# Miscela olio-benzina

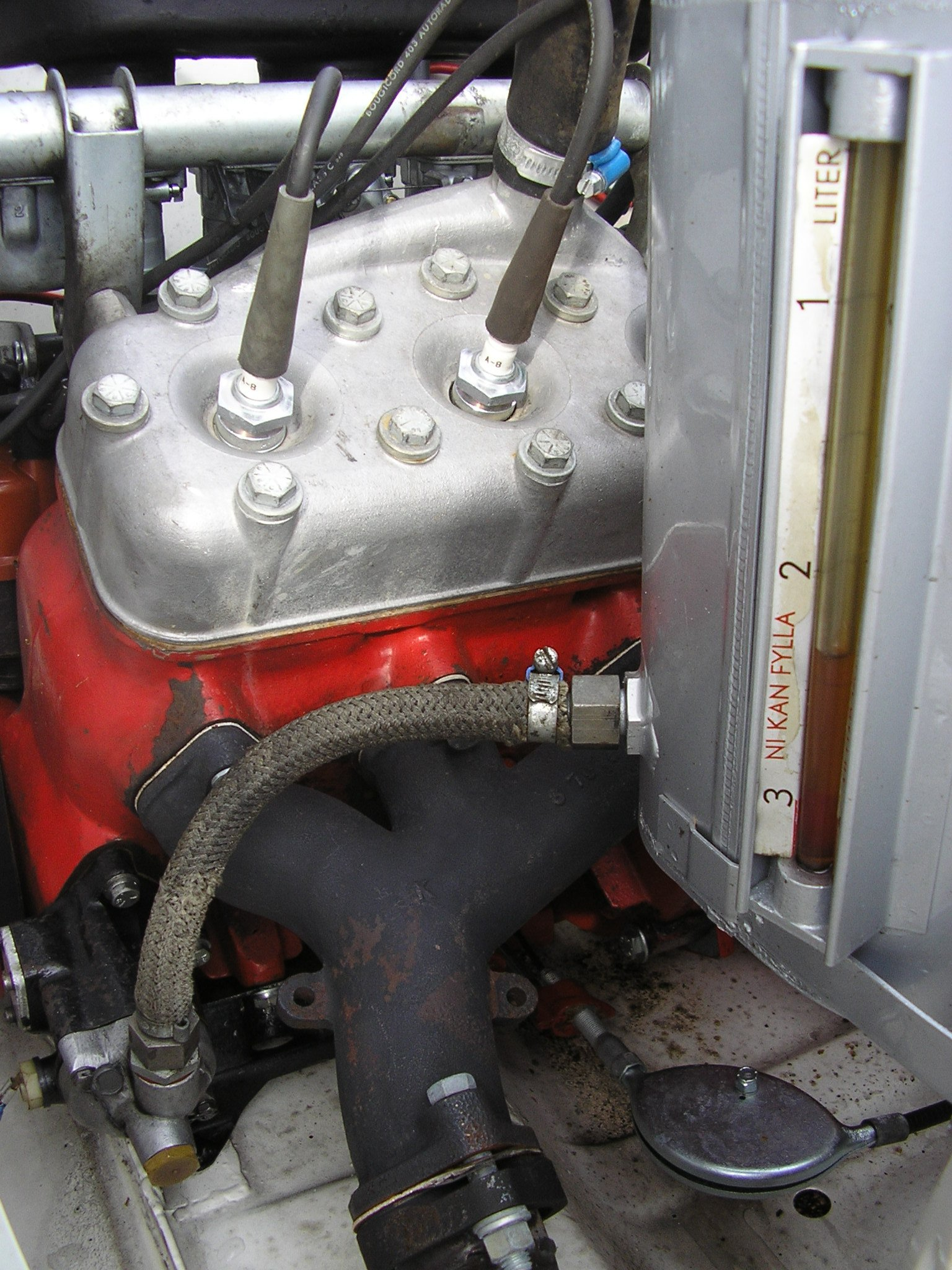
Motore con miscelatore automatico e serbatoio dell'olio

La miscela olio-benzina o, più precisamente, la miscela olio lubrificante-carburante, è il fluido utilizzato nell'alimentazione del motore a due tempi.

## Caratteristiche
La miscela è composta da:
- benzina, che costituisce l'elemento principale
- olio lubrificante, che caratterizza la miscela per questi motori.

L'olio utilizzato nella miscela deve avere caratteristiche molto specifiche, dato che, oltre a dover lubrificare i vari organi del motore, deve possedere anche una buona combustibilità. Esso viene infatti utilizzato per un solo ciclo termico e costituisce parte integrante del processo di combustione. Un'altra proprietà che deve avere, è quella di potersi miscelare velocemente alla benzina, senza successivamente precipitare.
Inoltre, un buon olio dovrebbe garantire una lubrificazione anche nel caso in cui non venga continuamente apportato o qualora ci sia un'interruzione improvvisa del suo apporto: gli oli generalmente utilizzati riescono a garantire anche 10 minuti di funzionamento senza rigenerazione dell'olio.
Il carburante deve avere come caratteristica quella di permettere la facile miscelazione dell'olio, senza che questo si rovini o alteri le sue funzioni.

## Impieghi
La miscela ha l'importante compito di fornire una fonte energetica e, al contempo, di garantire la lubrificazione degli organi meccanici del motore. Il carburante miscelato è generalmente la benzina o, in alcuni casi, possono essere utilizzati anche altri prodotti combustibili, come ad esempio l'etanolo, che viene usato nei modellini a motore endotermico.
Le macchine i cui motori impiegano la miscela nel loro funzionamento sono: alcuni modelli di motoseghe, rasaerba o decespugliatori (soprattutto vecchi modelli o modelli non professionali), ciclomotori, motopompe, idrovore, motogeneratori di corrente, ecc.

## Preparazione
La concentrazione della miscela olio/carburante varia generalmente dall'1,5% al 5%. La miscela può essere preparata in due modi:
- Automaticamente, tramite l'utilizzo di un miscelatore: in questo caso si parla di miscelazione separata perché il lubrificante non viene precedentemente mescolato alla benzina, ma viene invece iniettato separatamente nella luce di aspirazione.

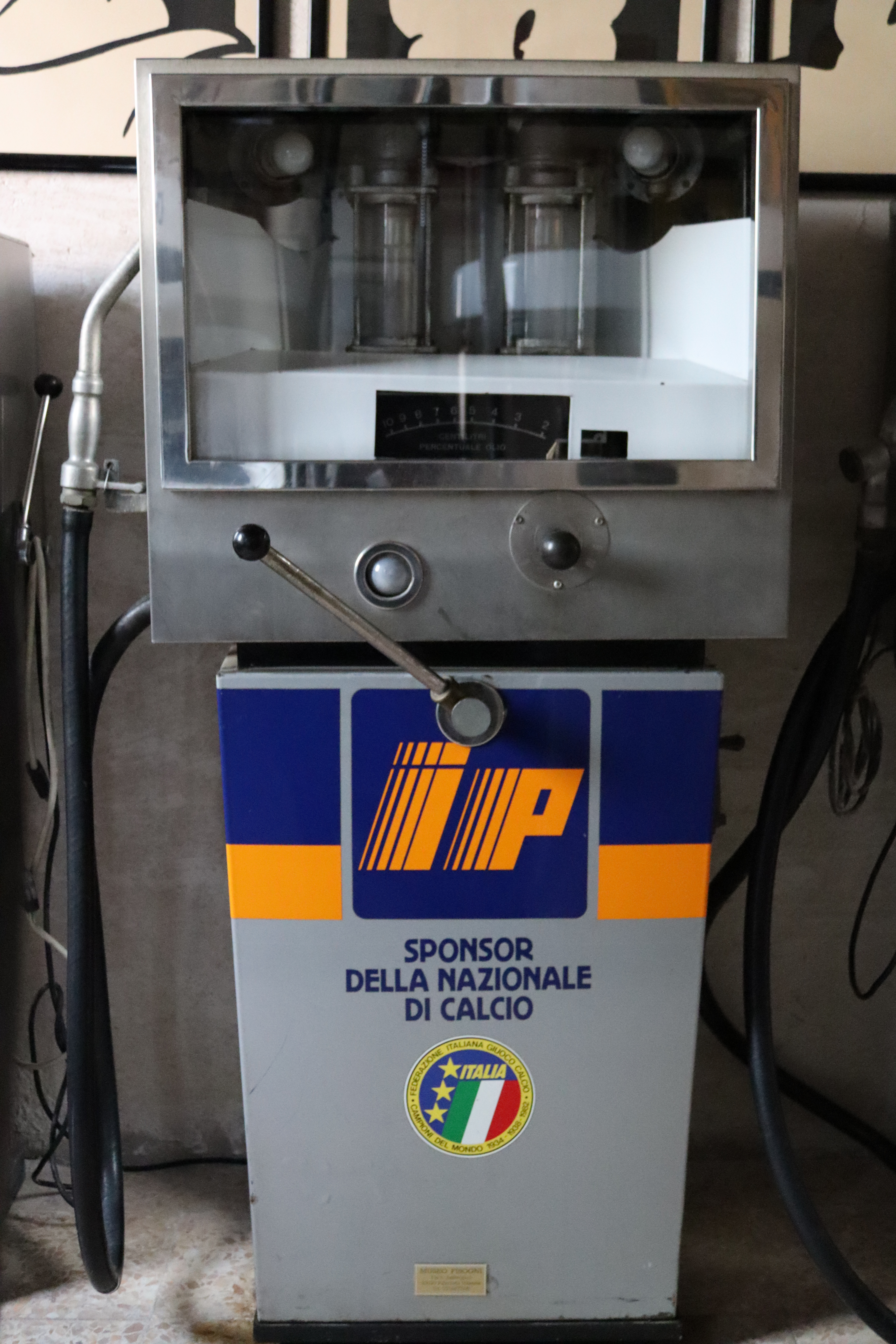
Un erogatore di miscela conservato al Museo Fisogni

- Manualmente, tramite la misurazione dell'olio da miscelare e la successiva aggiunta e miscelazione con la benzina: in questo caso si parla di miscelazione integrata, perché il lubrificante, fin dall'inizio, è parte integrante del combustibile.

### Preparazione automatica
Questo tipo di preparazione non richiede alcun intervento da parte dell'utente, dato che la miscela è ottenuta con l'utilizzo di un miscelatore meccanico o elettrico, con regolazione variabile a seconda del regime di giri del motore e/o dell'apertura del gas.

### Preparazione
La preparazione manuale prevede l'uso di misurini graduati (generalmente del tipo cilindro graduato o becher, in alternativa a brocca o bottiglia) con cui determinare la quantità di olio necessario ad ottenere la concentrazione richiesta. L'olio lubrificante durante la fase di misurazione e travaso tende a rimanere adeso alle pareti del misurino, per questo è preferibile attendere che l'olio scorra dalle pareti per determinare il suo volume e durante la fase di miscelazione dopo aver travasato la maggior parte dell'olio nella benzina, utilizzare parte della miscela per pulire il misurino e versarne il contenuto nella stessa ed essere così certi d'aver versato tutto l'olio nella benzina.
È conveniente riferirsi a unità di misura di volume espresse in centimetri cubici (simbolo: cm³) o negli equivalenti millilitri (simbolo: ml).

### Calcolo manuale
La miscela olio-benzina è un rapporto volumetrico che viene fornito dal costruttore nel manuale di uso e manutenzione del prodotto. 
Nel caso di un motociclo viene espresso nel modo seguente: 
{\displaystyle olio\ per\ motori\ a\ 2\ tempi\ miscelata\ a\ benzina\ senza\ piombo\ (1:60)}
Per rapporto 1:60 si intende che occorre miscelare 1 volume di olio ogni 60 volumi di benzina, quindi la percentuale di olio da utilizzare può essere espressa con la seguente formula:
{\displaystyle \%\ olio\ su\ benzina=\ {\bigvee (Olio) \over \bigvee (Benzina)}\times 100\ ={1 \over 60}\times 100\ =1,67}
Il calcolo della quantità di olio da miscelare dev'essere dunque impostato sul rapporto volumetrico definito dai manuali di uso e manutenzione. Successivamente alla rilevazione della percentuale di olio espressa dal rapporto volumetrico, diverrà di uso comune e convenzionale calcolare la stessa sul volume di benzina, mediante la seguente formula:
{\displaystyle Volume\ olio={\bigvee \ (benzina)\ \times \ percentuale\ (1,67) \over 100}}
Si può comunque sia utilizzare direttamente la proporzione con la seguente formula:
{\displaystyle Volume\ olio=\ {\bigvee \ (benzina) \over \bigvee (60)}\times \bigvee (1)}
Nel caso si voglia calcolare il volume d'olio sulla miscela finita ed effettuare la controprova sui risultati delle operazioni fatte, andando ad applicare la proporzione volumetrica espressa dal manuale, si ottiene la seguente formula:
{\displaystyle Volume\ olio={\bigvee \ (miscela) \over \sum \ parti\ (1+60)}\times \bigvee (1)}
Applicando invece la percentuale espressa precedentemente dalla proporzione volumetrica, si ottiene la seguente formula:
{\displaystyle Volume\ olio=\bigvee miscela-{\bigvee \ (miscela) \over 1+{percentuale\ (1,67) \over 100}}}
Quest'ultima formula può essere riscritta anche in una seconda forma:
{\displaystyle Volume\ olio={\bigvee \ (miscela) \over 100+percentuale\ (1,67)}\times \ percentuale\ (1,67)}
La miscela così ottenuta sarà composta da una percentuale di olio corrispondenti a:
{\displaystyle \%\ olio\ miscela=\ {1,67 \over (100+1,67)}\times 100\ =1,64}
Nel caso si debba conoscere la quantità di olio da aggiungere alla benzina per ottenere una miscela con una determinata percentuale d'olio, la formula da utilizzare è la seguente:
{\displaystyle Volume\ olio={\bigvee (carburante\ utilizzato) \over 100-\%\ lubrificante}\times \%\ lubrificante}

## Lubrificazione
La lubrificazione del motore varia a seconda di:
- Rapporto olio/benzina: maggiore sarà il rapporto e maggiore sarà la lubrificazione, di conseguenza si avrà un imbrattamento più elevato del motore, il quale dovrà essere pulito più frequentemente. Questo rapporto è facilmente modificabile nelle preparazioni manuali, mentre nei sistemi automatici, quando è possibile, si può solo intervenire sul registro della tensione del cavo del gas.
- Carburazione: il rapporto tra aria e carburante. Per determinarne l'influsso sulla lubrificazione bisogna distinguere i due casi:
  - Miscelazione automatica: con questa miscelazione, dato che l'olio viene immesso da una pompa, si ha sempre la stessa portata nelle stesse condizioni di lavoro del motore e la carburazione influisce relativamente poco. Bisogna tenere presente che in questo caso una carburazione grassa (ricca di carburante), lava/diluisce maggiormente l'olio immesso, riducendo potenzialmente gli effetti benefici.
  - Miscelazione manuale: in questo caso, dato che l'olio è immesso assieme al carburante, la carburazione diviene molto importante, dato che una carburazione magra (povera di carburante) va a determinare anche uno scarso apporto di lubrificante, con possibili effetti deleteri per il motore.

## Effetti sulla carburazione
Passando all'uso di miscele con una percentuale maggiore d'olio, o nel passaggio da un sistema a lubrificazione separata ad uno manuale, la carburazione si impoverisce, perché, pur rimanendo quantitativamente la stessa la quantità di liquido aspirato nel condotto del carburatore tramite i vari circuiti, cambiano le proporzioni della sua composizione, dato che aumenta la quantità d'olio; di conseguenza si ha un comportamento simile a quello che si ha quando l'afflusso di carburante è minore.
In tutti i sistemi a miscelazione automatica, gli effetti appena descritti sulla variazione della carburazione non si verificano, in quanto l'olio non viene premiscelato alla benzina, ma viene direttamente iniettato nel condotto d'alimentazione.